# Jan Pieńkowski
Jan Michał Pieńkowski (ur. 8 sierpnia 1936 w Warszawie, zm. 19 lutego 2022) – polsko-brytyjski ilustrator i autor książek i komiksów dla dzieci.

## Życiorys
Jan Pieńkowski urodził się w inteligenckiej rodzinie mieszkającej w Warszawie, jego ojciec walczył w powstaniu warszawskim. Po upadku walk powstańczych rodzinie Pieńkowskich udało się uciec z terytorium Polski i po długo trwającej tułaczce osiąść w Wielkiej Brytanii. W tym czasie Jan narysował swoje pierwsze ilustracje, miał osiem lat i był to prezent dla ojca. Od 1946 Jan mieszkał z rodziną w Herefordshire w Anglii. Po ukończeniu szkoły stopnia podstawowego rodzice oddali go do mieszczącej się w Londynie rzymskokatolickiej Cardinal Vaughan Memorial School. Po jej ukończeniu studiował anglistykę w King’s College w Cambridge.
Gdy zakończył edukację, założył Galerię Pięciu Widokówek (Gallery Five greeting cards company). Mniej więcej wówczas zaczął w wolnym czasie rysować ilustracje do książek dla dzieci, co wkrótce stało się jego głównym zajęciem. Od 1968 rozpoczął współpracę z Joan Aiken, pisarką książek dla dzieci. W 1972 otrzymał Kate Greenaway Medal za ilustracje do zbioru baśni słowiańskich zebranych przez Joan Aiken i zatytułowanych Kingdom Under the Sea (Podwodne królestwo). Na początku lat 70. rozpoczął ilustrowanie pop-upowych książek Helen Nicoll z serii „Meg and Mog”. Ilustracje te przyniosły rysownikowi ogromną sławę i dziś są określane jako kultowe. W 1979 otrzymał po raz drugi Kate Greenaway Medal za stworzoną wspólnie z Waldo Huntem książkę przestrzenną Haunted House (Nawiedzony dom).
Poza ilustrowaniem Jan Pieńkowski zajmuje się również tworzeniem scenografii teatralnych, jego projekty stanowią tło przedstawień w Theatre de Comlicite, Royal Ballet, a także we francuskim Disneyland Resort Paris (dekoracje dotyczące Śpiącej Królewny).
Wystąpił w roli głosowej w komedii Miś jako kasjer polsko-żydowskiego pochodzenia w Mellon Bank w Londynie wygłaszający zdanie: „Dlaczego nie verstehen? My wszystko verstehen...”.

## Życie prywatne
Jan Pieńkowski przez wiele lat milczał o swoim życiu prywatnym, dopiero wizyta w BBC Radio 4, która miała miejsce 18 października 2009 stała się w tej kwestii przełomowa. Jan Pieńkowski powiedział wówczas, że jest od czterdziestu lat w związku z Davidem Walserem. Obaj zarejestrowali swój związek w 2005, gdy ustawodawstwo brytyjskie pozwoliło na takie usankcjonowanie. Pieńkowski wspomniał wówczas swoje dzieciństwo, zmarłą wówczas siostrę, opowiadał o wojennej tułaczce swojej rodziny. Dodał, że jedną z jego pasji jest zbieranie starych ubrań, które po jakimś czasie przekazuje na cele charytatywne. Mieszkał w Barnes (dzielnica Londynu).